# Мызин, Александр Васильевич
Алекса́ндр Васи́льевич Мы́зин (1900, Харьков — 1984, Москва) — советский художник.
В 1928 году закончил Киевский художественный институт. Жил и работал в Москве. Преподавал с 1936 года в Московском художественном институте, в 1960-х годах был его ректором. В 1927 году участвовал в Первой всеукраинской выставке Ассоциации революционного искусства Украины в Харькове, в 1931 году участвовал в «Антиимпериалистической выставке» в Москве. В 1939 году — выставка «Индустрия социализма» в Москве; 1944 год — персональная выставка в Москве, выставочный зал МОССХа, 1949 год — Всесоюзная художественная выставка в Москве и др.

## Работы
- Мозаики на станции метро «Киевская-кольцевая» в Москве (1953 год)
- Бронзовые медальоны на станции метро «Вокзальная» в Киеве (1960 год).